# 空間における連続性の唯一の形態
『空間における連続性の唯一の形態』（くうかんにおけるれんぞくせいのゆいいつのけいたい、イタリア語: Forme uniche della continuità nello spazio）は、ウンベルト・ボッチョーニにより1913年にブロンズで作られた未来派の彫刻。運動や流動性を表現したものと見られている。イタリアで発行されている20セントユーロ硬貨の裏面に描かれている。

## 歴史
未来派の運動は、自らの作品でスピードと力強さを表現しようとしていた。ボッチョーニは画家としての訓練を受けたが、1912年に彫刻を始めた。彼は「このところ、私は彫刻に取りつかれている！私はそのミイラ化された芸術の完全な修復を垣間見たと信ずる」と声を上げた。その翌年にこの彫刻を完成させた。この作品の目的はフランティセック・クプカやマルセル・デュシャンのように芸術家に見られる「分析の不連続性」ではなく、運動の「合成的な連続性」を描くことであった。ボッチョーニは1912年から1913年にかけて、1913年に制作したDevelopment of a Bottle in Spaceをはじめ他にもいくつかの彫刻を制作している。

## 構成
『空間における連続性の唯一の形態』は、動いているように見える人間のような容姿を描いた作品である。空気力学的で流動的な造形をしている。台座として、足元にある2つのブロックが地面と人間のような容姿をつないでいる。この容姿には腕はなく、認識できるほどの顔はない。この形状は元々、サッカー選手がスペースにうまく出されたパス(weighted pass)に向かって移動する姿から着想を得たものである。
ボッチョーニはどうも伝統的な彫刻を軽視していたようであるが、『空間における連続性の唯一の形態』はより写実主義的な作品に似ている。未来派の創始者であるフィリッポ・マリネッティが轟音の車よりも美しさで劣ると宣言したサモトラケのニケを彷彿とさせる。腕がないことは、オーギュスト・ロダンの『歩く男』のオマージュでもある。

## 元々の石膏と鋳造

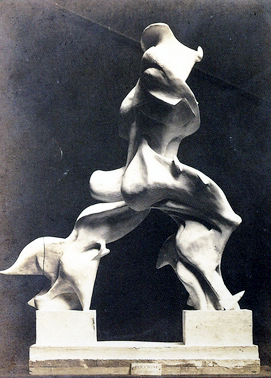
元の石膏（Estado de São Paulo、1913年）

ボッチョーニのこの作品は石膏で作られており、彼が生きているうちはブロンズ（青銅）で鋳造されたことはなかった。元々の石膏は、サンパウロにある現代美術ミュージアム(Museu de Arte Contemporânea)に展示されている。1931年に2つのブロンズで鋳造したものが制作され、1つはマンハッタンのニューヨーク近代美術館に展示されている。1949年にさらに2つが制作され、そのうち1つはニューヨークのメトロポリタン美術館に展示され、もう1つはミラノのノヴェチェント美術館に展示されている。1972年にさらに2つが制作され、そのうち1つはロンドンのテート・モダンに展示されている。1972年に制作された8つは、元の石膏からではなく、1949年に作られたブロンズ鋳型の1つから作られたものである。そのうち1つは、オランダ、オッテルローのクレラー・ミュラー美術館にある。2014年、ブロンズがコゼンツァの国立美術館に寄贈された。

## 影響
2009年、イタリアの作曲家カルロ・フォルリヴェジは、メルボルンのイタリア文化会館のディレクター、Stefano Fossatiと共に、イタリアの未来派100周年を記念して、『空間における連続性の唯一の形態』(Forme Uniche della Continuità nello Spazio) と題した国際作曲コンクールとワークショップを開催した。ボッチョーニの作品を彷彿とさせる名前を持つこの構想は、毎年開催する想定で創設され、イタリア語の強さと混ざった作曲の力を称えている。国際作曲コンクールとワークショップ『空間における連続性の唯一の形態』は、音楽と市の関係について特に重要な意味を持つ、大規模で折衷的な芸術作品の創造に貢献することを目的としている。
2018年、この彫刻は『グランツーリスモSPORT』を用いて開催されたバーチャルFIA GTオンラインチャンピオンシップのシムレース大会の優勝者に贈られるトロフィーの元として使われた。この彫刻が選ばれた理由は、20世紀初頭に発見された機械の驚きと魅力を表現しており、『グランツーリスモ』と価値観を共有しているからである。グランツーリスモシリーズの制作会社ポリフォニー・デジタルは、レーザースキャンの手法を用いて彫刻を正確に再現した。